# Sun Zhengcai
 (juillet 2017).
Dans ce nom chinois, le nom de famille, Sun, précède le nom personnel.
Pour les articles homonymes, voir Sun.
Sun Zhengcai, né à Rongcheng dans la province du Shandong en septembre 1963, est un homme politique chinois.

## Biographie
Sun Zhengcai est issu d'une famille d'agriculteurs de condition modeste. Il étudie l'agronomie et se rend au Royaume-Uni durant six mois dans le cadre de ses études. Il obtient un doctorat de l'Université agronomique de Chine,.
Sun adhère au parti communiste chinois en 1988. Il est nommé secrétaire du comité du parti dans le district de Shunyi en 2002, puis secrétaire général du comité du parti pour Pékin en 2006. Il occupe le poste de ministre de l'agriculture (en) entre 2006 et 2009. Il est ensuite nommé chef du parti communiste de la province de Jilin, puis, en novembre 2012, de la ville-province de Chongqing. Depuis le 18e congrès du PCC, il fait partie du bureau politique du Parti communiste chinois,. Sun Zhengcai, secrétaire du parti de Chongqing, considéré comme trop ambitieux, a été écarté de la scène politique en juillet 2017, accusé lui aussi de "grave violation à la discipline".
Sun appartient à la sixième génération des dirigeants du PCC, qui compte notamment dans ses rangs Hu Chunhua, lui aussi membre du Politburo. Selon les analystes, Sun est un proche de Jia Qinglin, un ancien membre du comité permanent du bureau politique.
Le 8 mai 2018, il est condamné à la prison à perpétuité pour "corruption", dans un verdict que la cour qualifie de "clément" au vu du détournement en sa faveur de plus de 170 millions de yuans (22 millions d'euros).